# Maurupt-le-Montois
Maurupt-le-Montois település Franciaországban, Marne megyében. Lakosainak száma 534 fő (2022. január 1.). Maurupt-le-Montois Pargny-sur-Saulx, Bignicourt-sur-Saulx, Blesme, Cheminon, Étrepy, Saint-Lumier-la-Populeuse, Saint-Vrain, Scrupt és Trois-Fontaines-l’Abbaye községekkel határos.

## Népesség
A település népességének változása:
| Lakosok száma | 650  | 600  | 605  | 564  | 571  | 578  | 582  | 584  | 583  | 534  |
|               | 1968 | 1982 | 1990 | 2006 | 2013 | 2015 | 2017 | 2019 | 2020 | 2022 |